# Manawydan
 Manawydan fab Llŷr  – syn Llyra, walijski bóg morza, odpowiednik iryjskiego Manannana. 
Jego związki z morzem nie są do końca jasne. Wiadomo, że był bratem Brana Błogosławionego oraz Branwen. Poślubił Riannon, po śmierci jej pierwszego męża Pwylla. 
W jednej z legend ma on wiele wspólnego ze światem śmiertelników. Pewnego dnia jego zamek został spowity w cudownej mgle wraz z jego rodziną:  Riannon, synem Pryderim oraz jego żoną Cigfą. Gdy mgła opadła, kraj wokół nich jak i zamek całkowicie się wyludnił. Udali się więc do Anglii, gdzie Manawydan i Pryderi zatrudnili się przy obróbce skóry. Wykonywali swoją pracę z takim kunsztem, że miejscowi rzemieślnicy zmusili ich do opuszczenia okolicy. Po powrocie do Walii Pryderi i Riannon w cudowny sposób zniknęli, pozostawiając samych Cigfę i Manawydana, który w celu zapewnienia im utrzymania próbował siać pszenicę. Było to jednak niemożliwe przez plagę myszy jaka nawiedziła jego pola. Złapał jednego z gryzoni i byłby go zabił jednak, w tym samym momencie pojawił się wędrowiec, który za życie myszy był gotowy dać mu wszystko czego sobie będzie życzył. Manawydan poprosił, aby Riannon i Pryderi powrócili. Nieznajomy zgodził się spełnić tę prośbę. Okazało się, że był to czarodziej Llwyd, przyjaciel Gwala, jeden z zalotników, którego odrzuciła Riannon, by móc poślubić Pwylla.